# Ardisia luquillensis
Ardisia luquillensis là một loài thực vật có hoa trong họ Anh thảo. Loài này được (Britton) Alain mô tả khoa học đầu tiên năm 1963.